# 新西蘭背唇隆頭魚
新西蘭背唇隆頭魚，為輻鰭魚綱鱸形目隆頭魚亞目隆頭魚科的其中一種，分布於西南太平洋的紐西蘭海域，棲息深度22-145公尺，體長可達23.9公分，棲息在礁石區，生活習性不明。

## 擴展閱讀
維基物種上的相關：新西蘭背唇隆頭魚